# Robin Ondráček
Robin Ondráček (* 16. června 1991 Rajhrad) je český tanečník, taneční lektor a choreograf, mistr ČR, finalista mistrovství světa a soutěžící ve StarDance.

## Život
Robin Ondráček pochází z Rajhradu, začal tancovat ve svých osmi letech v Brně ve Starletu. Stal se mistrem České republiky ve standardních tancích družstev a taktéž se dostal do finále mistrovství světa v deseti tancích profesionálů.
V roce 2018 se zúčastnil deváté řady pořadu StarDance …když hvězdy tančí, kde se zpěvačkou Monikou Bagárovou skončili na posledním desátém místě. Vystupoval také v jedenácté řadě o tři roky později (roku 2021), kde tvořil pár s herečkou Marikou Šoposkou. Pár byl vyřazen v pátém dílu a umístil se na sedmém místě. Ve třinácté řadě se StarDance opět zúčastnil po boku herečky Jany Paulové.